# Hydrovatus concolor
Hydrovatus concolor är en skalbaggsart som beskrevs av Sharp 1887. Hydrovatus concolor ingår i släktet Hydrovatus och familjen dykare. Inga underarter finns listade i Catalogue of Life.